# Philip Stork
Philip Alexander Stork (19 mei 1967) is een Nederlands zakenman en hoogleraar. Hij was directeur bij MeesPierson, Fortis Bank Nederland en Van der Hoop Bankiers. Hij was hoogleraar aan de Erasmus Universiteit Rotterdam, gasthoogleraar aan Massey University in Nieuw-Zeeland, hoogleraar aan de Vrije Universiteit Amsterdam en verbonden aan de Duisenberg School of Finance.
Stork stamt af van Charles Theodorus Stork, de grondlegger van het Stork-concern. Hij is gehuwd en heeft twee kinderen.